# Grand Prix automobile de Hongrie 2020
GP précédent GP suivant
Le Grand Prix automobile de Hongrie 2020 (Formula 1 Aramco Magyar Nagydíj 2020) disputé le 19 juillet 2020 sur le Hungaroring, est la 1 021e épreuve du championnat du monde de Formule 1 courue depuis 1950. Il s'agit de la trente-cinquième édition du Grand Prix de Hongrie comptant pour le championnat du monde de Formule 1 et de la troisième manche du championnat 2020.
Comme les années précédentes, le Grand Prix de Hongrie 2020 est initialement prévu début août, en tant que dernière course avant la trêve estivale et douzième manche du championnat. Mais la pandémie de Covid-19 provoque l'annulation ou le report des dix premières courses de la saison. Le championnat commence donc en Autriche le 5 juillet et prévoit trois courses en trois semaines : le Grand Prix d'Autriche puis une autre course sur le même circuit baptisée Grand Prix de Styrie le 12 juillet, avant la troisième manche disputée en Hongrie, toujours à huis clos et dans le respect d'un protocole sanitaire strict.
Lors des qualifications, les Mercedes W11 se montrent intouchables et Lewis Hamilton porte son record à 90 pole positions, soit une moyenne de 6,42 départs en tête par saison depuis ses débuts en 2007. Pour ce faire, il bat trois fois le record de la piste, d'abord en Q2, puis lors de ses deux tentatives en Q3, pour devancer de justesse son coéquipier Valtteri Bottas qui termine à 107 millièmes de seconde. Derrière les Mercedes, les deux Racing Point occupent la deuxième ligne à une seconde du meilleur temps, Lance Stroll devançant Sergio Pérez grâce à la meilleure qualification de sa carrière. Regroupés en quelques millièmes de seconde, les pilotes Ferrari sont en troisième ligne, Sebastian Vettel plus rapide que Charles Leclerc. En pole position en 2019, Max Verstappen se débat avec sa RB16 et ne réalise que le septième temps pour partir en quatrième ligne devant Lando Norris, Carlos Sainz Jr. et Pierre Gasly occupant la cinquième ligne. 
Lewis Hamilton fait cavalier seul durant toute la course, s'autorisant même un arrêt au stand à quatre tours de l'arrivée pour chausser des pneus tendres et s'emparer du record du tour, ce qui lui offre un hat trick en plus d'une 86e victoire qui le rapproche à cinq succès du record de Michael Schumacher. En s'imposant pour la huitième fois en Hongrie, il égale le record du nombre de victoires sur un même circuit de Schumacher. Sa supériorité est telle qu'avant son arrêt pour chasser le meilleur tour, il a repoussé tout le plateau, sauf Max Verstappen et Valtteri Bottas, à un tour.
Verstappen vit un dimanche contrasté : sur un tracé détrempé après une averse, il sort de la piste pendant le tour de chauffe, percute un mur de pneus et abîme l'avant de sa RB16, contraignant ses mécaniciens à réparer sa voiture sur la grille en vingt minutes. Tous les pilotes partent en pneus intermédiaires, et il bondit au feu vert, gagne quatre places au départ pour se retrouver en troisième position derrière Hamilton et Stroll. La piste séchant rapidement, les voitures regagnent les stands au bout de quatre tours pour passer les gommes lisses. Dans la manœuvre, Verstappen dépasse Stroll puis conserve la deuxième position jusqu'au dernier tour. Bottas, qui a perdu quatre places au départ, remonte au troisième rang au trente-sixième tour et le menace sans parvenir à le dépasser ; il termine sur le podium, devant Stroll et Alexander Albon (ce dernier est parti du 13e rang sur la grille), qui finissent dans le même tour que le vainqueur, alors que Vettel sixième suivi par Pérez, Ricciardo, Sainz et Kevin Magnussen sont à un tour. Ce dernier bénéficie du coup tactique de Haas au départ pour inscrire le premier point de l'équipe en 2020 : en changeant de pneus dès la fin du tour de formation, Magnussen se retrouve troisième et Romain Grosjean quatrième au bout de cinq boucles ; s'ils ne peuvent résister aux voitures plus rapides, le Danois parvient toutefois à rester dans les points jusqu'au drapeau à damier. Charles Leclerc, qui ne cesse de se plaindre à la radio, termine hors des points à la onzième place. 
Lewis Hamilton prend la tête du championnat pilotes avec 63 points, délogeant son coéquipier Bottas, deuxième avec 58 points. Avec son deuxième podium consécutif, Max Verstappen s'installe au troisième rang avec 33 points, devant Lando Norris (26 points). Au championnat des constructeurs, Mercedes est en tête avec 121 points, plus du double de Red Bull (55 points). McLaren est troisième avec 41 points, devant Racing Point (40 points) et Ferrari (27 points). Haas ayant inscrit un point, seul Williams n'a pas encore marqué dans ce championnat.

## Pneus disponibles
| Pneus pour piste sèche | Pneus pour piste sèche | Pneus pour piste sèche | Pneus pluie    | Pneus pluie |
| ---------------------- | ---------------------- | ---------------------- | -------------- | ----------- |
| Durs (Type C2)         | Médiums (Type C3)      | Tendres (Type C4)      | Intermédiaires | Pluie       |

## Essais libres

### Première séance, le vendredi de 11 h à 12 h 30
| Pos. | Pilote           | Voiture                   | Chrono         | Écart     |
| ---- | ---------------- | ------------------------- | -------------- | --------- |
| 1    | Lewis Hamilton   | Mercedes                  | 1 min 16 s 003 |           |
| 2    | Valtteri Bottas  | Mercedes                  | 1 min 16 s 029 | + 0 s 086 |
| 3    | Sergio Pérez     | Racing Point-BWT Mercedes | 1 min 16 s 470 | + 0 s 527 |
| 4    | Lance Stroll     | Racing Point-BWT Mercedes | 1 min 16 s 907 | + 0 s 964 |
| 5    | Daniel Ricciardo | Renault                   | 1 min 17 s 140 | + 1 s 197 |
| 6    | Sebastian Vettel | Ferrari                   | 1 min 17 s 178 | + 1 s 235 |

- Robert Kubica, pilote-essayeur chez Alfa Romeo, remplace Kimi Räikkönen lors de cette séance d'essais[3].

### Deuxième séance, le vendredi de 15 h à 16 h 30
| Pos. | Pilote           | Voiture                   | Chrono         | Écart     |
| ---- | ---------------- | ------------------------- | -------------- | --------- |
| 1    | Sebastian Vettel | Ferrari                   | 1 min 40 s 464 |           |
| 2    | Valtteri Bottas  | Mercedes                  | 1 min 40 s 736 | + 0 s 272 |
| 3    | Carlos Sainz Jr. | McLaren-Renault           | 1 min 41 s 784 | + 1 s 320 |
| 4    | Lance Stroll     | Racing Point-BWT Mercedes | 1 min 42 s 380 | + 1 s 916 |
| 5    | Sergio Pérez     | Racing Point-BWT Mercedes | 1 min 42 s 470 | + 2 s 006 |
| 6    | Pierre Gasly     | AlphaTauri-Honda          | 1 min 42 s 588 | + 2 s 124 |

La séance, perturbée par la pluie, se déroule sur une piste détrempée. Pierre Gasly, qui n'a pas pu rouler lors des essais libres 1 à cause d'un problème mécanique, sort le premier, rejoint quinze minutes plus tard par Sergio Pérez. À environ une demi-heure de la fin de la séance, les pilotes commencent à tester les pneus intermédiaires mais la piste est encore trop détrempée pour que l'adhérence soit bonne. Sebastian Vettel réalise le meilleur temps, toutefois près de 25 secondes plus lent que les meilleurs tours du matin, alors que sept pilotes dont Lewis Hamilton n'ont pas réalisé le moindre tour chronométré.

### Troisième séance, le samedi de 12 h à 13 h
| Pos. | Pilote          | Voiture                   | Chrono         | Écart     |
| ---- | --------------- | ------------------------- | -------------- | --------- |
| 1    | Valtteri Bottas | Mercedes                  | 1 min 15 s 437 |           |
| 2    | Lewis Hamilton  | Mercedes                  | 1 min 15 s 479 | + 0 s 042 |
| 3    | Sergio Pérez    | Racing Point-BWT Mercedes | 1 min 15 s 598 | + 0 s 161 |
| 4    | Charles Leclerc | Ferrari                   | 1 min 15 s 781 | + 0 s 344 |
| 5    | Lance Stroll    | Racing Point-BWT Mercedes | 1 min 16 s 033 | + 0 s 596 |
| 6    | Max Verstappen  | Red Bull-Honda            | 1 min 16 s 084 | + 0 s 647 |

## Séance de qualification, le samedi de 15 h à 16 h

### Résultats des qualifications
| Pos.                                                                                      | Pilote             | Écurie                    | Qualifications 1 | Qualifications 2 | Qualifications 3 |
| ----------------------------------------------------------------------------------------- | ------------------ | ------------------------- | ---------------- | ---------------- | ---------------- |
| 1                                                                                         | Lewis Hamilton     | Mercedes                  | 1 min 14 s 907   | 1 min 14 s 261   | 1 min 13 s 447   |
| 2                                                                                         | Valtteri Bottas    | Mercedes                  | 1 min 15 s 474   | 1 min 14 s 530   | 1 min 13 s 554   |
| 3                                                                                         | Lance Stroll       | Racing Point-BWT Mercedes | 1 min 14 s 895   | 1 min 15 s 176   | 1 min 14 s 377   |
| 4                                                                                         | Sergio Pérez       | Racing Point-BWT Mercedes | 1 min 14 s 681   | 1 min 15 s 394   | 1 min 14 s 545   |
| 5                                                                                         | Sebastian Vettel   | Ferrari                   | 1 min 15 s 455   | 1 min 15 s 131   | 1 min 14 s 774   |
| 6                                                                                         | Charles Leclerc    | Ferrari                   | 1 min 15 s 793   | 1 min 15 s 006   | 1 min 14 s 817   |
| 7                                                                                         | Max Verstappen     | Red Bull-Honda            | 1 min 15 s 495   | 1 min 14 s 976   | 1 min 14 s 849   |
| 8                                                                                         | Lando Norris       | McLaren-Renault           | 1 min 15 s 444   | 1 min 15 s 085   | 1 min 14 s 966   |
| 9                                                                                         | Carlos Sainz Jr.   | McLaren-Renault           | 1 min 15 s 281   | 1 min 15 s 267   | 1 min 15 s 027   |
| 10                                                                                        | Pierre Gasly       | AlphaTauri-Honda          | 1 min 15 s 767   | 1 min 15 s 508   | Pas de temps     |
| 11                                                                                        | Daniel Ricciardo   | Renault                   | 1 min 15 s 848   | 1 min 15 s 661   |                  |
| 12                                                                                        | George Russell     | Williams-Mercedes         | 1 min 15 s 585   | 1 min 15 s 698   |                  |
| 13                                                                                        | Alexander Albon    | Red Bull-Honda            | 1 min 15 s 722   | 1 min 15 s 715   |                  |
| 14                                                                                        | Esteban Ocon       | Renault                   | 1 min 15 s 719   | 1 min 15 s 742   |                  |
| 15                                                                                        | Nicholas Latifi    | Williams-Mercedes         | 1 min 16 s 105   | 1 min 16 s 544   |                  |
| 16                                                                                        | Kevin Magnussen    | Haas-Ferrari              | 1 min 16 s 152   |                  |                  |
| 17                                                                                        | Daniil Kvyat       | AlphaTauri-Honda          | 1 min 16 s 204   |                  |                  |
| 18                                                                                        | Romain Grosjean    | Haas-Ferrari              | 1 min 16 s 407   |                  |                  |
| 19                                                                                        | Antonio Giovinazzi | Alfa Romeo-Ferrari        | 1 min 16 s 506   |                  |                  |
| 20                                                                                        | Kimi Räikkönen     | Alfa Romeo-Ferrari        | 1 min 16 s 614   |                  |                  |
| Temps minimal à réaliser pour la qualification : 1 min 19 s 908 (107 % de 1 min 14 s 681) |                    |                           |                  |                  |                  |

## Course

### Déroulement de l'épreuve
La course s'annonce sous des cieux menaçants et la piste est humide quand les pilotes s'élancent pour un tour de reconnaissance. Max Verstappen glisse et heurte un mur de pneus, abîmant son aileron avant et compromettant sa participation à la course, mais ses mécaniciens parviennent à réparer la monoplace sur la grille, terminant leurs travaux quelques secondes avant la limite et permettant à leur pilote de conserver sa septième position. Quelques instants avant l'extinction des feux, Valtteri Bottas, deuxième sur la grille, voit un voyant s'allumer sur son tableau de bord et réagit trop tôt : les systèmes de la FIA ne détectent pas de faux départ mais son système anti-calage se déclenche et il manque son envol, perdant quatre places,. Au contraire, Verstappen prend le meilleur sur les pilotes Ferrari et sur Sergio Pérez pour se retrouver troisième après quelques virages.
Alors que dix-huit pilotes prennent place sur la grille en pneus intermédiaires pour les conditions pluvieuses, l'écurie Haas remarque que la piste s'assèche et ordonne à Kevin Magnussen et Romain Grosjean de rentrer aux stands pour chausser des pneus pour piste sèche. Au bout de trois tours, alors que la piste a suffisamment séché, la plupart des pilotes passent par leur stand pour changer de pneumatiques, ce qui permet à Magnussen et Grosjean de figurer aux troisième et quatrième places grâce à leur arrêt anticipé. Après sept tours de course, Lewis Hamilton conserve la tête devant Max Verstappen qui a gagné une place supplémentaire en différant son arrêt au stand d'un tour, et Magnussen et Grosjean ; suivent Lance Stroll, Charles Leclerc et Bottas, devant Sebastian Vettel qui a dû attendre plusieurs secondes pour ressortir des stands, gêné par plusieurs pilotes qui y rentraient concomitamment.
Dans les tours suivants, Hamilton porte son avance à une dizaine de secondes sur Verstappen, lui même dix secondes devant son plus proche poursuivant. Stroll et Bottas dépassent Magnussen et Grosjean alors qu'Alexander Albon double les deux Ferrari pour le gain de la septième place ; Pierre Gasly abandonne, victime d'un problème de moteur. Au vingt-et-unième tour, Leclerc rentre pour chausser des pneus durs, imité par son coéquipier au trentième tour. Dans les tours suivants, alors que la menace d'une nouvelle averse s'estompe, la plupart des pilotes optent pour des pneus durs ou mediums, dans l'optique de tenir jusqu'à l'arrivée. Au quarante-septième tour Bottas, revenu à moins d'une seconde de la deuxième place de Verstappen, ne parvient pas à attaquer le pilote Red Bull : Mercedes lui propose de repasser aux stands pour chausser des pneus neufs et tenter un dépassement dans les dernières boucles.
À quatre tours de la fin, Hamilton, en tête avec plus de 25 secondes d'avance, effectue son troisième arrêt pour changer de pneus et viser le meilleur tour en course qui rapporte un point supplémentaire, ce qu'il réussit au tour suivant, en se souvenant avoir perdu le championnat en 2007 et l'avoir gagné en 2008 avec cet écart minimum. Il remporte sa huitième victoire en Hongrie et réalise le hat trick, s'imposant devant Verstappen qui conserve son avantage sur Bottas. Stroll et Albon sont les deux autres pilotes à terminer dans le tour du vainqueur ; Vettel, qui a perdu sa cinquième place quelques tours plus tôt sur une erreur de pilotage, termine sixième devant Pérez, Ricciardo, Magnussen et Sainz. Après la course, Magnussen reçoit une pénalité de 10 secondes en raison des instructions données par son écurie dans le tour de formation, ce qui est contraire au règlement et termine finalement dixième, Sainz récupérant la neuvième place.

### Classement de la course
| Pos. | no | Pilote             | Écurie                    | Tours | Temps/Abandon                      | Grille | Points |
| ---- | -- | ------------------ | ------------------------- | ----- | ---------------------------------- | ------ | ------ |
| 1    | 44 | Lewis Hamilton     | Mercedes                  | 70    | 1 h 36 min 12 s 473 (191,230 km/h) | 1      | 25 + 1 |
| 2    | 33 | Max Verstappen     | Red Bull-Honda            | 70    | + 8 s 702                          | 7      | 18     |
| 3    | 77 | Valtteri Bottas    | Mercedes                  | 70    | + 9 s 452                          | 2      | 15     |
| 4    | 18 | Lance Stroll       | Racing Point-BWT Mercedes | 70    | + 57 s 579                         | 3      | 12     |
| 5    | 23 | Alexander Albon    | Red Bull-Honda            | 70    | + 1 min 18 s 316                   | 13     | 10     |
| 6    | 5  | Sebastian Vettel   | Ferrari                   | 69    | + 1 tour                           | 5      | 8      |
| 7    | 11 | Sergio Pérez       | Racing Point-BWT Mercedes | 69    | + 1 tour                           | 4      | 6      |
| 8    | 3  | Daniel Ricciardo   | Renault                   | 69    | + 1 tour                           | 11     | 4      |
| 9    | 55 | Carlos Sainz Jr.   | McLaren-Renault           | 69    | + 1 tour                           | 9      | 2      |
| 10   | 20 | Kevin Magnussen    | Haas-Ferrari              | 69    | + 1 tour (dont 10 s de pénalité)   | 16     | 1      |
| 11   | 16 | Charles Leclerc    | Ferrari                   | 69    | + 1 tour                           | 6      |        |
| 12   | 26 | Daniil Kvyat       | AlphaTauri-Honda          | 69    | + 1 tour                           | 17     |        |
| 13   | 4  | Lando Norris       | McLaren-Renault           | 69    | + 1 tour                           | 8      |        |
| 14   | 31 | Esteban Ocon       | Renault                   | 69    | + 1 tour                           | 14     |        |
| 15   | 7  | Kimi Räikkönen     | Alfa Romeo-Ferrari        | 69    | + 1 tour                           | 20     |        |
| 16   | 8  | Romain Grosjean    | Haas-Ferrari              | 69    | + 1 tour (dont 10 s de pénalité)   | 18     |        |
| 17   | 99 | Antonio Giovinazzi | Alfa Romeo-Ferrari        | 69    | + 1 tour                           | 19     |        |
| 18   | 63 | George Russell     | Williams-Mercedes         | 69    | + 1 tour                           | 12     |        |
| 19   | 6  | Nicholas Latifi    | Williams-Mercedes         | 65    | + 5 tours                          | 15     |        |
| Abd. | 10 | Pierre Gasly       | AlphaTauri-Honda          | 15    | Moteur                             | 10     |        |

### Pole position et record du tour
- Pole position :  Lewis Hamilton (Mercedes) en 1 min 13 s 447 (214,734 km/h)[19].
- Meilleur tour en course :  Lewis Hamilton (Mercedes) en 1 min 16 s 627 (205,823 km/h) au soixante-dixième tour ; vainqueur de la course, il remporte le point bonus associé au meilleur tour en course[20].

### Tours en tête
- Lewis Hamilton (Mercedes) : 69 tours (1-3 / 5-70)[21]
- Max Verstappen (Red Bull-Honda) : 1 tour (4)

## Classements généraux à l'issue de la course
| Pos. | Pilote             | Écurie                    | Points |
| ---- | ------------------ | ------------------------- | ------ |
| 1    | Lewis Hamilton     | Mercedes                  | 63     |
| 2    | Valtteri Bottas    | Mercedes                  | 58     |
| 3    | Max Verstappen     | Red Bull-Honda            | 33     |
| 4    | Lando Norris       | McLaren-Renault           | 26     |
| 5    | Alexander Albon    | Red Bull-Honda            | 22     |
| 6    | Sergio Pérez       | Racing Point-BWT Mercedes | 22     |
| 7    | Charles Leclerc    | Ferrari                   | 18     |
| 8    | Lance Stroll       | Racing Point-BWT Mercedes | 18     |
| 9    | Carlos Sainz Jr.   | McLaren-Renault           | 15     |
| 10   | Sebastian Vettel   | Ferrari                   | 9      |
| 11   | Daniel Ricciardo   | Renault                   | 8      |
| 12   | Pierre Gasly       | AlphaTauri-Honda          | 6      |
| 13   | Esteban Ocon       | Renault                   | 4      |
| 14   | Antonio Giovinazzi | Alfa Romeo-Ferrari        | 2      |
| 15   | Daniil Kvyat       | AlphaTauri-Honda          | 1      |
| 16   | Kevin Magnussen    | Haas-Ferrari              | 1      |

| Pos. | Écurie                    | Points |
| ---- | ------------------------- | ------ |
| 1    | Mercedes                  | 121    |
| 2    | Red Bull-Honda            | 55     |
| 3    | McLaren-Renault           | 41     |
| 4    | Racing Point-BWT Mercedes | 40     |
| 5    | Ferrari                   | 27     |
| 6    | Renault                   | 12     |
| 7    | AlphaTauri-Honda          | 7      |
| 8    | Alfa Romeo-Ferrari        | 2      |
| 9    | Haas-Ferrari              | 1      |

## Statistiques
Le Grand Prix de Hongrie 2020 représente :
- la 90e pole position de Lewis Hamilton[24] ;
- la 86e victoire de Lewis Hamilton, sa deuxième en trois courses depuis le début de la saison[25] ;
- le 16e hat trick de sa carrière pour Lewis Hamilton[26] ;
- la 105e victoire de Mercedes Grand Prix en tant que constructeur[27] ;
- la 191e victoire de Mercedes en tant que motoriste[28].

Au cours de ce Grand Prix :
- Lewis Hamilton combine pole position et victoire pour la 52e fois[29] ;
- Lewis Hamilton égale le record de Michael Schumacher de huit victoires sur le même circuit (huit victoires au Grand Prix de France pour l'Allemand)[30] ;
- En passant le drapeau à damier pour la 246e fois de sa carrière, Kimi Räikkönen bat le record de Fernando Alonso[31] ;
- Sergio Pérez passe la barre des 600 points inscrits en Formule 1 (603 points inscrits)[32] ;
- Max Verstappen est élu « pilote du jour » à l'issue d'un vote organisé sur le site officiel de la Formule 1[33] ;
- Derek Warwick (146 départs en Grands Prix entre 1981 et 1993, quatre podiums, 71 points inscrits) est nommé conseiller par la FIA pour aider dans leurs jugements le groupe des commissaires de course[34].